# Storeini
Storeini – plemię chrząszczy należących do podrzędu chrząszczy wielożernych z rodziny ryjkowcowatych, a dokładniej do podrodziny Curculioninae.
Krainę palearktyczną zamieszkują przedstawiciele dwóch rodzajów z tej grupy ryjkowcowatych. Jeden z nich, Pachytychius Jekel, 1861, zawiera również gatunki bytujące w krainie etiopskiej (w Palearktyce odnotowano 40 gatunków, w krainie etiopskiej 10, istnieje też 5 indyjskich; rodzaj ten obejmuje wiele gatunków reliktowych). W sumie Afrykę zamieszkują trzy zaliczane do tego plemienia rodzaje, zaś dokładnie dziesięć razy tyle to rodzaje australijskie lub australazjatyckie.
O ile nie wiadomo, na jakich gatunkach roślin bytują te ryjkowcowate na kontynencie afrykańskim, ich bliscy indyjscy krewni wedle licznych badań Caldary żyją na roślinach z rodziny bobowatych (Fabaceae).